# Virginia Eliza Clemm Poe
Virginia Eliza Clemm Poe (Baltimore, 15 de agosto de 1822 - Nova Iorque, 30 de janeiro de 1847), nascida como Virginia Eliza Clemm, foi a esposa do escritor americano Edgar Allan Poe.
Tinha 13 anos quando se casou com Poe, que já tinha 27 anos. Biógrafos discordam quanto à natureza da relação existente entre ela e Poe no casamento; muitos consideram que ela e Poe viviam como irmão e irmã, e não exatamente como cônjuges.
Em janeiro de 1842, ela contraiu tuberculose, doença que finalmente a matou, aos 24 anos de idade, no rancho da família, localizado no que é, hoje, a cidade de Nova Iorque. Juntamente com outros membros de família, Virginia Clemm e Edgar Alan Poe viveram juntos por vários anos, antes e depois do casamento. Acompanhando Poe, que às vezes precisava se mudar, devido aos seus negócios, Virginia Clemm viveu, intermitentemente, em Baltimore, Filadélfia, e Nova Iorque. Anos após seu casamento, Poe esteve envolvido em um escândalo envolvendo Frances Sargent Osgood e Elizabeth F. Ellet. Rumores a respeito de relacionamentos fora do casamento de seu marido afetaram Virginia Poe de tal maneira que em seu leito de morte ela alegava ter sido morta por Ellet. Após sua morte, seu corpo foi sepultado no mesmo memorial que marca o local do sepultamento de seu marido, em Baltimore, Maryland.
Apenas uma imagem de Virginia Eliza Clemm Poe é conhecida: um retrato pintado várias horas após sua morte. A doença e, posteriormente, a morte de sua esposa teve um substancial efeito sobre Edgar Allan Poe, que mergulhou no alcoolismo. Além disso, o impacto da morte de sua esposa afetou também a poesia de Poe, onde jovens mulheres moribundas são um tema constante, como em Annabel Lee, The Raven e Ligeia.

## Biografia

### Primeiros anos

Árvore genealógica da família Poe

Virginia Eliza Clemm nasceu em 1822 e recebeu o nome de uma irmã mais velha que morreu aos dois anos dez dias antes. Seu pai, William Clemm, Jr. era um comerciante de ferragens em Baltimore. Ele se casou com Maria Poe, a mãe de Virgínia, em 12 de julho de 1817, após a morte de sua primeira esposa, a prima-irmã de Maria, Harriet. Clemm teve cinco filhos de seu casamento anterior e teve mais três com Maria. Após sua morte em 1826, ele deixou muito pouco para a família e os parentes não ofereceram nenhum apoio financeiro porque se opuseram ao casamento. Maria sustentava a família costurando e hospedando hóspedes, com uma pensão anual de 240 dólares concedida a sua mãe, Elizabeth Cairnes, que estava paralisada e acamada. Elizabeth recebeu esta pensão em nome de seu falecido marido, o "General" David Poe, um ex-quartel-mestre em Maryland que havia emprestado dinheiro ao estado.
Edgar Poe conheceu sua prima Virginia em agosto de 1829, quatro meses após sua dispensa do Exército. Ela tinha sete anos na época. Em 1832, a família - composta por Elizabeth, Maria, Virginia e o irmão de Virginia, Henry - foi capaz de usar a pensão de Elizabeth para alugar uma casa no que era então 3 North Amity Street em Baltimore. O irmão mais velho de Poe, William Henry Leonard Poe, que vivia com a família, morreu em 1º de agosto de 1831. Poe juntou-se à família em 1833 e logo apaixonou-se por uma vizinha chamada Mary Devereaux. A jovem Virginia serviu como uma mensageira entre os dois, em um ponto recuperando uma mecha do cabelo de Devereaux para dar a Poe. Elizabeth Cairnes Poe morreu em 7 de julho de 1835, efetivamente acabando com a renda da família e tornando sua situação financeira ainda mais difícil. Henry morreu por volta dessa época, em algum momento antes de 1836, deixando Virginia como o único filho sobrevivente de Maria Clemm.
Em agosto de 1835, Poe deixou a família carente para trás e mudou-se para Richmond, Virgínia, para conseguir um emprego no Southern Literary Messenger. Enquanto Poe estava fora de Baltimore, outro primo, Neilson Poe, marido da meia-irmã de Virginia, Josephine Clemm, ouviu que Edgar estava pensando em se casar com Virginia. Neilson se ofereceu para recebê-la e educá-la em uma tentativa de impedir o casamento da garota com Edgar em uma idade tão jovem, embora sugerindo que a opção poderia ser reconsiderada mais tarde. Edgar chamou Neilson, o proprietário de um jornal em Baltimore, Maryland, de seu "pior inimigo" e interpretou as ações de seu primo como uma tentativa de romper sua conexão com a Virgínia. Em 29 de agosto de 1835, Edgar escreveu uma carta emocionada a Maria, declarando que ele estava "cego de lágrimas enquanto escrevia", e implorando que ela permitisse que Virginia tomasse sua própria decisão. Incentivado por seu emprego no Southern Literary Messenger, Poe ofereceu-se para sustentar Maria, Virginia e Henry se eles se mudassem para Richmond.

### Casamento

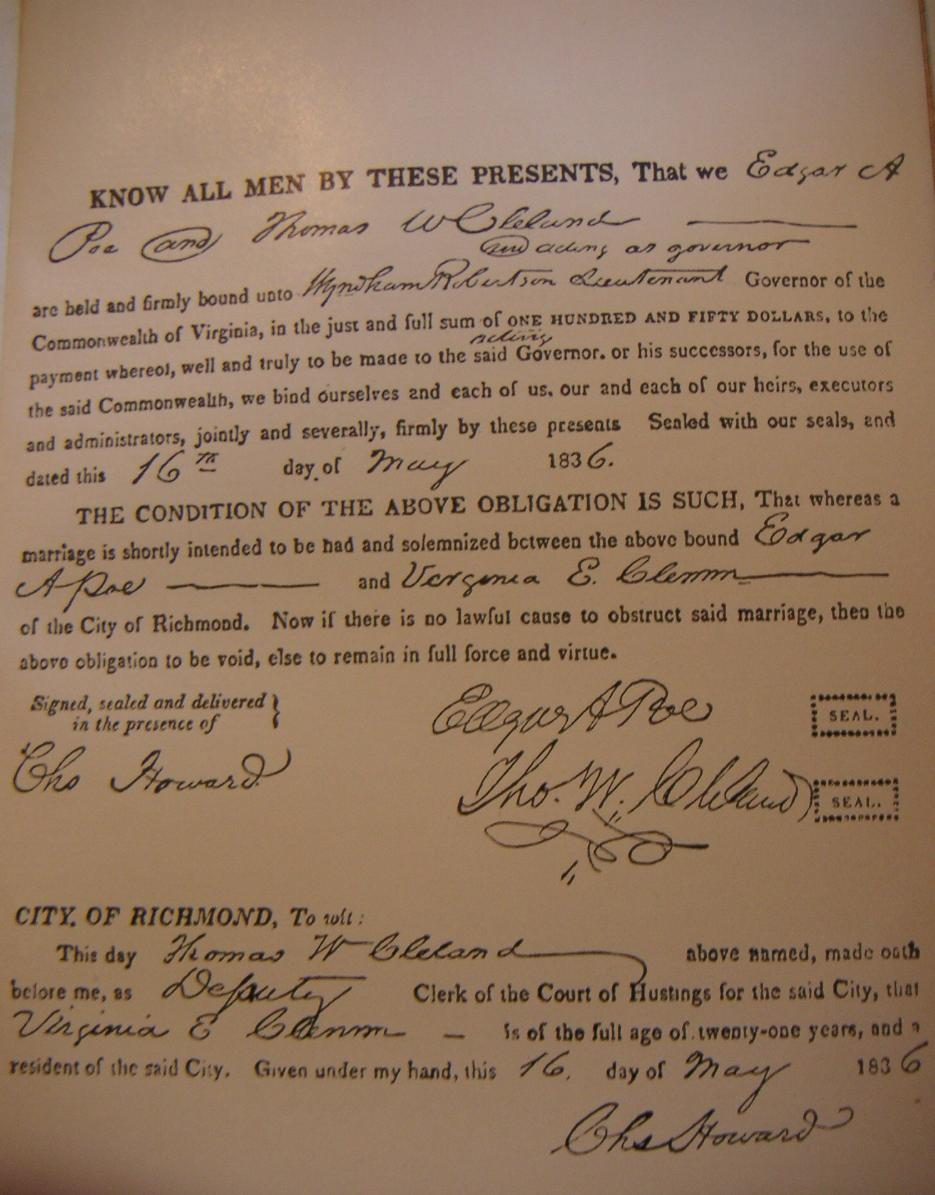
Certidão de Casamento de Virginia e Edgar

Os planos de casamento foram confirmados e Poe retornou a Baltimore para solicitar uma licença de casamento em 22 de setembro de 1835. O casal pode ter se casado anonimamente também, embora os relatos não sejam claros. A única cerimônia pública aconteceu em 16 de maio de 1836, quando eles foram casados por um ministro presbiteriano chamado Rever. Amasa Converse. Poe tinha 27 anos e Virginia 13, apesar da idade ser registrada como sendo 21. Este laço de casamento foi registrado em Richmond e incluía um depoimento juramentado de Thomas W. Cleland confirmando a idade alegada da noiva. A cerimônia foi celebrada à tarde na resistência de uma sra. James Yarrington, proprietária da pensão em que Poe, Virginia e sua mãe, Maria Clemm, estavam residindo. Yarrington ajudou Maria Clemm fazer o bolo do casamento e a refeição. O casal teve então uma lua-de-mel curta em Petersburgo, Virginia.
Entre os biógrafos de Poe tem havido muito debate em relação ao quanto o casal era incomum, baseado na idade do casal e na consaguinidade. O famoso biógrafo de Poe, Arthur Hobson Quinn, argumentou que não era incomum que Poe desse à esposa o apelido de "Sissy" ou "sis" (irmã). Outro biógrafo de poe, Kenneth Silverman, alega que apesar de seu casamento entre primos em primeiro grau não fosse incomum, a idade dela era. Tem sido sugerido que Clemm e Poe tiveram um relacionamento mais para o tipo entre irmão e irmão que entre marido e esposa. O bíógrafo Arthur Hobson Quin discorda desta ideia, citando uma carta de amor fervorosa para alegar que Poe "amava a priminha não apenas com o afeto de irmão, mas também com a devoção apaixonada de umamante e um marido potencial." Outros estudiosos, incluindo Marie Bonaparte, entenderam que muito do trabalho de Poe é autobiográfico e concluíram que Virginia havia falecido virgem ainda. Tem sido matéria de especulação se ela e o marido nunca consumaram o casamento, apesar de não serem apresentadas evidências. Esta interpretação geralmente assume que Virgínia é representada pelo personagem do título no poema "Annabel Lee": uma "donzela... com o nome de Annabel Lee". O biógrafo de Poe Joseph Wood Krutch sugere que Poe não precisava de mulheres "da mesma forma que homens normais precisam delas", mas apenas como uma fonte de inspiração e cuidado, e que Poe nunca se interessou sexualmente em mulheres. Amigos de Poe sugerem que o casal não compartilhava a cama nos primeiros dois anos do casamento, pelo menos, mas que, quando ela completou os 16 anos, eles tiveram uma vida matrimonial "normal" até a doença dela.
Virginia e Poe eram, por todos os relatos, um casal feliz e devotado. O patrão de Poe, George Rex Graham, escreveu sobre o seu relacionamento "seu amor pela esposa era um tipo de adoração do espirito da beleza." Poe uma vez escreveu a um amigo "eu não vejo outra pessoa entre os vivos tão bela como minha esposinha." Ela, por sua vez, e segundo o relato de vários contemporâneos, praticamente idolatrava o marido. Ela com frequência sentava ao seu lado enquanto ele escrevia, mantinha suas penas em ordem, e dobrava e endereçava seus manuscritos. Ela mostrou seu amor por Poe em um poema acróstico que ela compôs quando já tinha a idade de 23 anos, em 14 de fevereiro de 1846:

Ever with thee I wish to roam —

Dearest my life is thine.

Give me a cottage for my home

And a rich old cypress vine,

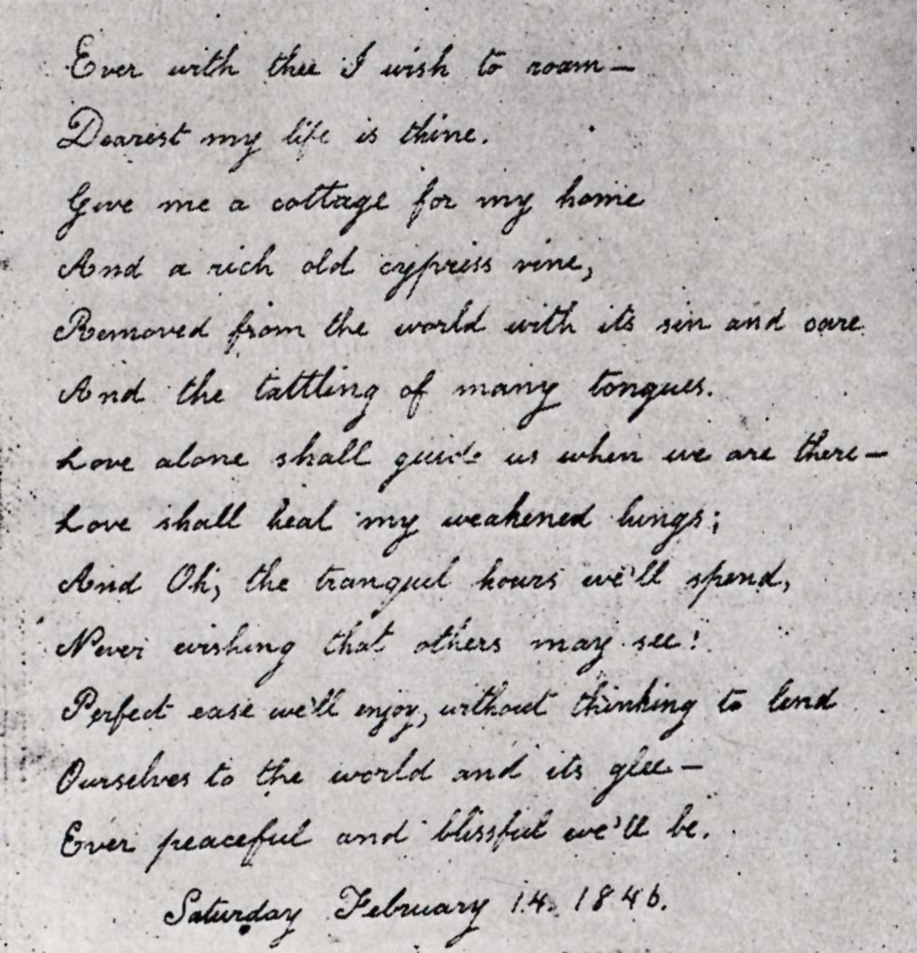
Poema de Dia dos Namorados de Virginia para o marido, de punho próprio

Removed from the world with its sin and care

And the tattling of many tongues.

Love alone shall guide us when we are there —

Love shall heal my weakened lungs;

And Oh, the tranquil hours we'll spend,

Never wishing that others may see!

Perfect ease we'll enjoy, without thinking to lend

Ourselves to the world and its glee —

Ever peaceful and blissful we'll be.

### Escândalo Osgood/Ellet

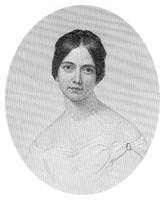
Frances Sargent Osgood

A "tagarelice de muitas línguas" ("tattling of many tongues") no poema de Virginia era uma referência a incidentes reaais. Em 1845, Poe começou um flerte com Frances Sargent Osgood, uma poetisa casada de 34 anos. Virginia estava ciente da amizade e talvez tenha até mesmo encorajado o mesmo. Ela com frequência convidava Osgood a visitá-los em casa, acreditando que a mulher mais madura tinha um efeito de comedimento sobre Poe, que havia prometido "desistir do uso de estimulantes" e nunca estava embriagado na presença de Osgood.
Ao mesmo tempo, outra poetisa, Elizabeth F. Ellet, apaixonou-se por Poe e enciumou-se de Osgood. Apesar de, em uma letra a Sarah Helen Whitman, Poe ter declarado o amor dela como "odioso" e que ele "não podia fazer outra coisa senão repeli-la com desprezo", ele imprimiu muitos dos poemas dela para ele no Broadway Journal, no qual era editor. Ellet era famosa por ser intrometida e vingativa, e, enquanto visitava o lar dos Poe no fim de janeiro de 1846, ela viu uma das cartas pessoais de Osgood para Poe. De acordo com Ellet, Virginia apontou "parágrafos temerosos" na carta de Osgood. Ellet contatou Osgood e sugeriu que ela deveria tomar cuidado com suas indiscrições e pedir que Poe devolvesse suas cartas, motivada por inveja ou pelo desejo de causar um escândalo. Osgood então enviou Margaret Fuller e Anne Lynch Botta para pedir a Poe a devolução das cartas. Furioso pela interferência, Poe chamou-as de "intrometidas" e disse que Ellet "deveria se preocupar com suas cartas", sugerindo indiscrições por parte dela. Ele então recolheu as cartas de Ellet e deixou-as na casa dela.
Apesar das cartas já terem sido devolvidas, Ellet pede ao irmão que "exija as cartas". O irmão dela, Coronel William Lummis, não acreditou que poe já havia devolvido as mesmas e o ameaça de morte. Para se defender, Poe pede para Thomas Dunn English uma pistola. English, amigo de Poe e um escritor menor que tinha treinamento como médico e advogado, também não acreditou que Poe houvesse devolvido as cartas e até mesmo questionou sua existência. A forma mais simples de sair do problema "era retirar as acusações ainfundadas". Furioso por ser chamado de mentiroso, Poe veio às vias de fato com English. Poe mais tarde alegou que vencera a luta, apesar de English alegar o contrário, e a face de Poe ter um corte feio causado por um dos anéis de English. Na versão de Poe, ele disse "eu dei a E. uma surra que ele vai se lembrar até o dia da sua morte." De qualquer forma, a luta aumentou a fofoca sobre o caso Osgood.
O marido de Osgood então se mete e ameaça processar Ellet a menos que ela desculpe-se formalmente pelas insinuações. Ela se retrata das afirmações em uma carta a Osgood dizendo "A carta que a sra. Poe me mostrou tem que ser uma falsificação" criada pelo próprio Poe. Ela colocou toda a culpa em Poe, sugerindo que o incidente fora causado por que Poe "era um destemperado e sujeito a atos lunáticos". Ellet espalhou o rumor de que Poe era insano, que foi usado por outros inimigos de Poe e relatado em jornais. O Reveille de St. Louis publicou que "um rumor está circulando em Nova Iorque, de que o sr. Edgar A. Poe, poeta e autor, está enlouquecido, e seus amigos estão para colocá-lo aos cuidados do Dr. Brigham do hospício de Utica." O escândalo acabou morrendo somente quando Osgood retornou ao marido. Virginia, entretanto, foi muito afetada por todo o acontecimento. Ela recebeu cartas anônimas sobre as alegadas idiscrições do marido até julho de 1845. Presume-se que Ellet estava envolvida com estas cartas, e elas perturbaram Virginia ao ponto de ter declarado no leito de morte que "a sra. E. é minha assassina."

### Doença
Por esta época, Virginia havia contraído tuberculose, notado pela primeira vez no meio de janeiro de 1842. Enquanto cantava e tocava o piano, Virginia começou a sangrar pela boca, apesar de Poe ter dito que ela apenas havia "rompido uma veia". A saúde declinou e ela ficou inválida, o que causou uma depressão profunda em Poe, especialmente por ela ocasionalmente mostrar sinais de melhora. Em uma carta a um amigo, Poe descreveu seu estado mental "cada vez eu sinto todas as agonias da morte dela – e a cada acesso da doença eu a amava mais e me agarrava à vida dela com mais desespero. Mas eu tenho a constituição sensível – nervoso a um grau incomum. Eu fiquei insano, com longos intervalos de sanidade horrível."
A condição de Virginia pode ter sido o que causou a mudança da família Poe, na esperança de encontrar um ambiente mais saudável para ela. Várias vezes eles se mudaram dentro da Filadélfia no início dos anos 1840 e a última casa deles naquela cidade é agora preservada como sendo Edgar Allan Poe National HIstoric Site em Spring Gardem. Nesta casa Virginia ficou boa o suficiente para cuidar de seu jardim florido, e entreter visitas tocando a arpa ou o piano e cantando. A família então se mudou para Nova Iorque em algum momento no início de abril de 1844, viajando por trem e barco à vapor. Virginia aguardava dentro do barco enquanto o marido conseguia um espaço em uma pensão em Greenwich Street. No início de 1846, a amiga da família Elizabeth Oakes Smith contou que Virginia admitiu, "eu sei que devo morrer em breve; eu sei que não devo ficar boa; mas eu quero ser tão feliz quanto possível, e fazer Edgar feliz." Ela prometeu a seu marido que após a morte seria seu anjo da guarda.

### Mudança para Fordham

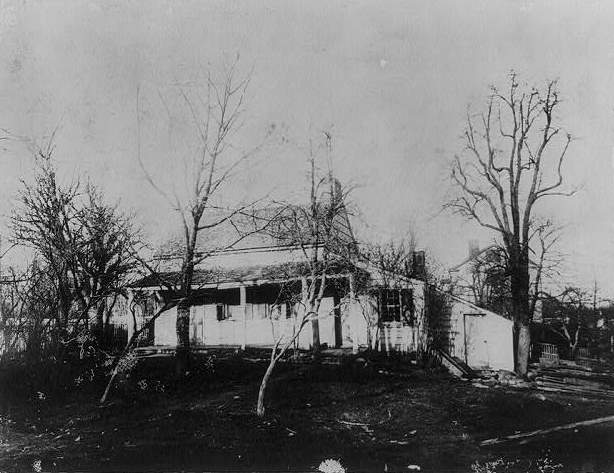
Virginia Poe suportou o final de sua doença neste chalé no Bronx, Nova Iorque, mostrado aqui em uma foto de 1900

Em maio de 1846, a família (Poe, Virginia e sua mãe, Maria) mudaram para um pequeno chalé em Fordham, cerca de catorze milhas fora da cidade, uma casa que está em pé até hoje. No que se tornou a única carta que sobrou de Poe para Virginia, datada de 12 de junho de 1846, ele pedia que ela continuasse otimista "mantenha seu coração em toda esperança, e confie um pouco mais." De sua recente perda do Broadway Journal, a única revista que Poe jamais possuiu, ele disse "eu posso ter perdido minha coragem mas por você – minha querida esposinha você é meu maior e único estímulo agora para lutar contra esta antipática, insatisfatória e ingrata vida." Mas em novembro daquele ano, a condição de Virginia se tornou sem esperança. Os sintomas incluíam apetite irregular, faces vermelhas, pulso instável, suores noturnos, febre alta, calafrios repentinos, respiração curta, dores no peito, tosse e escarro sanguíneo.
Nathaniel Parker Willis, um amigo de Poe e editor influente, publicou um anúncio em 30 de dezembro de 1846, pedindo ajuda para a família, apesar de seus fatos não serem inteiramente corretos:
Illness of Edgar A. Poe. —We regret to learn that this gentleman and his wife are both dangerously ill with the consumption, and that the hand of misfortune lies heavily on their temporal affairs. We are sorry to mention the fact that they are so far reduced as to be barely able to obtain the necessaries of life. That is, indeed, a hard lot, and we do hope that the friends and admirers of Mr. Poe will come promptly to his assistance in his bitterest hour of need.

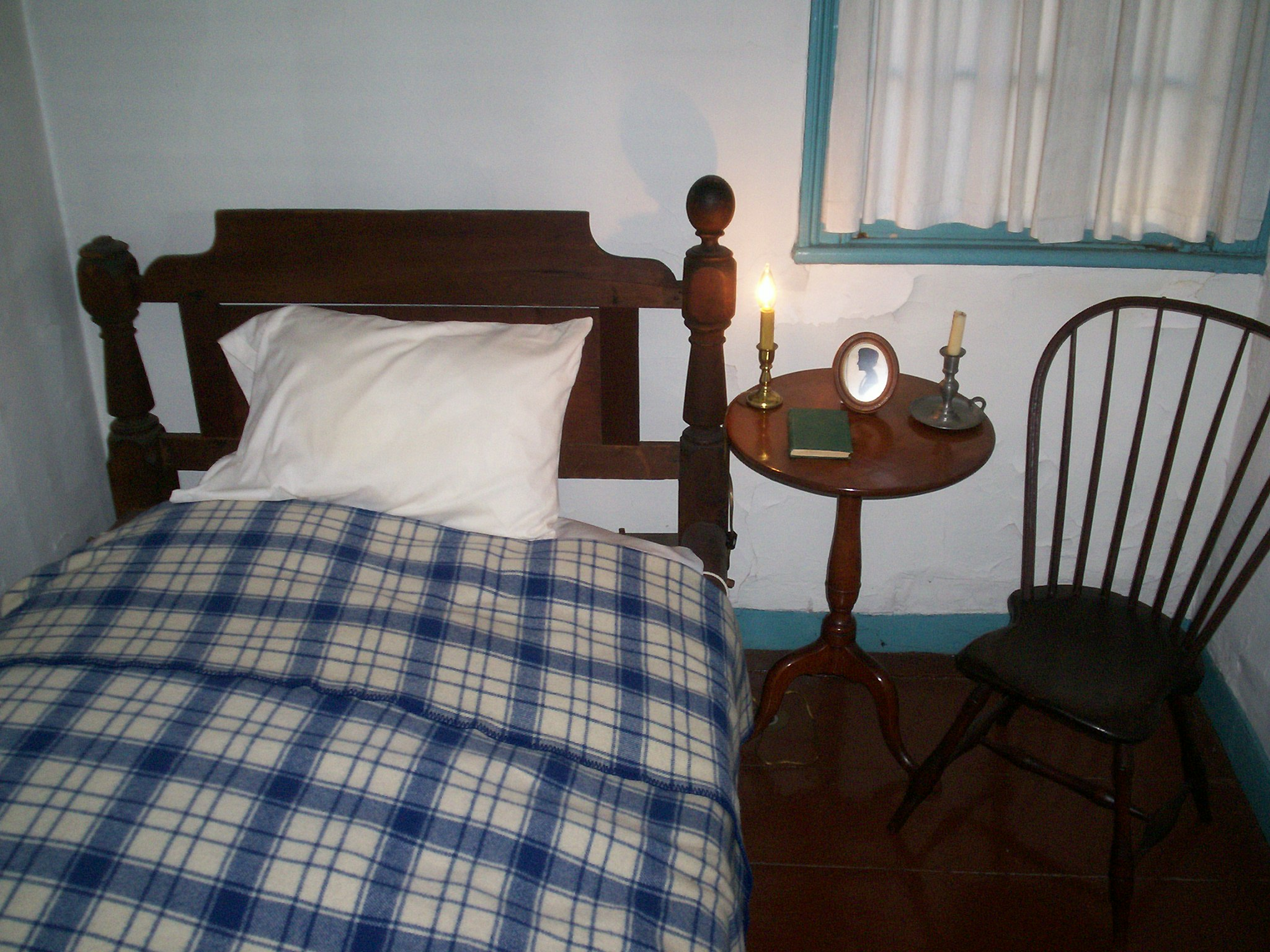
Quarto de Virginia no Chalé Poe

Willis, que não havia se correspondido com Poe por dois anos desde a perda de sua própria esposa, era um de seus maiores apoiadores neste período. Ele enviou a Poe e sua esposa um livro sobre o Natal, The Marriage Ring; or How to Make a Home Happy.
O anúncio era semelhante a outro que foi feito para a mãe de Poe, Eliza Poe, durante os últimos estágios da tuberculose dela. Outros jornais embarcaram na história: "Bondoso Deus!" dizia um dele, "será possível que o pessoal literário da União irá deixar o pobre Poe perecer de fome e mendicância em Nova Iorque? Pelo que somos levados a crer, das notícias frequentes nos jornais, declarando que Poe e esposa estão na cama da miséria, morte e doença, sem um centavo no mundo." O Saturday Evening Post declarou que Virginia estava em uma situação sem esperança e que Poe estava em abandono: "diz-se que Edgar A. Poe está acamado com perigosa febre cerebral, e que a esposa está nos últimos estágios da consumação - que ambos estão sem dinheiro e sem amigos". Mesmo o editor Hiram Fuller, que Poe havia processado por calúnia, tentou angariar apoio para Poe e esposa no New York Mirror: "Nós, com quem ele brigou, vamos tomar a frente" ele escreveu.
Virginia foi descrita como tendo cabelo escuro e olhos violetas, com pele tão pálida que era chamada de "puro branco", causando uma "tez ruim que estragava seu visual". Um visitante da família Poe notou que "a cor rosa nas bochechas era muito brilhante", possivelmente um sintoma da doença. Outro visitante em Fordham escreveu "a Sra. Poe parece bem jovem; ela tem grandes olhos pretos, e uma tez de uma brancura perolada, com uma palidez perfeita. A face pálida, os olhos brilhantes e o cabelo negro davam a ela um aspecto sobrenatural." Este aspecto sobrenatural foi mencionado por outros que sugeriram que ele fazia que ela parecesse não ser humana. William Gowans, que uma vez ficou com a família, descreveu Virginia como uma mulher "com uma beleza e encanto sem par, seus olhos poderiam competir com os de qualquer houri, e seu rosto era um desafio para um gênio como Canova imitar." Ela talvez fosse um pouco gordinha. Muitos relatos da época bem como biógrafos modernos apontam sua aparência infantil mesmo em seus últimos anos.

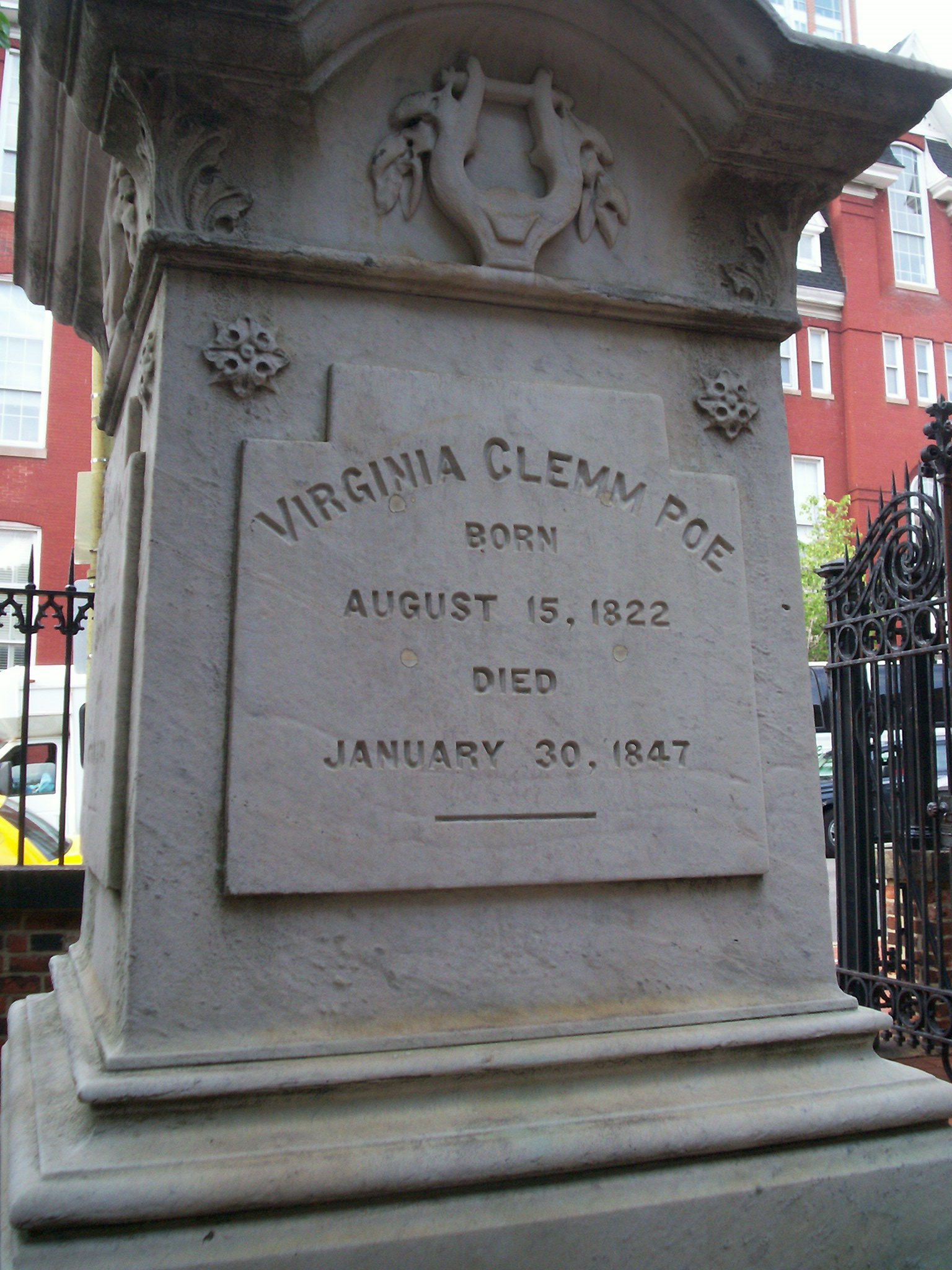
Memorial a Virginia Clemm, Maria Clemm, e Edgar Allan Poe em Baltimore, Maryland

Enquanto falecia, Virginia pediu para a mãe "Querida... você vai consolar e cuidar do meu pobre Eddy - você nunca nunca vai deixá-lo?" A mãe dela ficou com Poe até sua própria morte em 1849. Enquanto Virginia estava morrendo, a família recebeu muitos visitantes, incluindo uma velha amiga chamada Mary Starr. A certo ponto Virginia colocou a mão de Starr na mão de Poe e pediu a ela que "fosse amiga de Eddy, e não o abandonasse". Virgina recebeu os cuidados de Marie Louise Shew, de 25 anos. Shwe, que trabalhou como enfermeira, aprendeu do pai e do marido sobre cuidados médicos, ambos médicos. Ela forneceu à Virginia um edredom já que sua única coberta era uma velha capa militar de Poe, além de garrafas de vinho, que ela bebia "sorrindo, mesmo com dificuldade para engolir". Virginia também mostrou a Poe uma carta de Louisa Patterson, segunda esposa do pai adotivo de Poe Joe Allan, que ela guardou por anos e que sugeria que Pattersou havia propositalmente causado o rompimento entre Allan e Poe.

### Morte
Em 29 de janeiro de 1847, Poe escreveu a Marie Louise Shew: "Minha pobre Virgina ainda vive, apesar de decair rapidamente e estar agora sofrendo muitas dores." Virginia faleceu no dia seguinte, 30 de janeiro, depois de cinco anos de enfermidade. Shew ajudou a organizar o funeral, e até mesmo comprou o caixão. Notícias sobre o falecimento foram publicadas em vários jornais. Em 1 de fevereiro, o Daily Tribune e o Herald de Nova Iorque tinham o obituário simples "No sábado, dia 30, de consumação pulmonar, aos 25 anos de idade, VIRGINIA ELIZ, esposa de EDGAR A. POE" O funeral aconteceu no dia 2 de fevereiro de 1847. Entre os que atenderam ao mesmo estava Nathaniel Parker Willis, Ann S. Stephens, e o editor George Pope Morris. Poe recusou-se a olhar a face morta da esposa, dizendo que preferia lembrar dela viva. Apesar de estar atualmente enterrada no Westminster Hall and Burying Ground, Virginia foi sepultada originalmente em uma carneira de propriedade da família Valentine, dos quais os Poes alugaram o chalé Fordham.
Existe apenas uma imagem conhecida de Virginia, para a qual o pintor usou o cadáver como modelo. Algumas horas após a morte, Poe percebeu que não tinha nenhuma imagem de Virgina e então contratou um retrato em aquarela. Ela é representada vestindo um "belo linho" que Shew disse ter vestido ela; Shew pode ter sido quem fez o retrato, mas sobre isso não há certeza. A imagem representa ela com um leve queixo duplo e com olhos avelã. A imagem foi passada como herança para a família de Josephine, meia-irmã de Virginia, e esposa de Neilson Poe.
Em 1875, o mesmo ano em que o corpo do marido foi re-sepultado, o cemitério em que ela estava foi destruído e seus restos quase esquecidos. Um dos primeiros biógrafos de Poe, William Gill, recolheu os ossos e colocou-os em uma caixa que escondeu sob sua cama. A história de Gil foi relatada no Boston Herald vinte sete anos após o evento: ele conta que visitou o cemitério Fordham em 1883 no momento exato que o sacristão Dennis Valentine estava com os ossos de Virginia em sua pá, pronto para jogar os mesmos fora como sendo abandonados. Poe havia falecido em 1849, então Gil pegou os restos de Virginia e, depois de se corresponder com Neilson Poe e John Prentiss Poe em Baltimore, tratou de levar a caixa para ser colocada no lado esquero de Poe em um pequeno caixão de bronze. Os restos de Virginia foram finalmente sepultados com o marido em 19 de janeiro de 1885, no aniversário de setenta e seis anos do nascimento do marido e quase dez anos após seu monumento ter sido feito. O mesmo homem que serviu como sacristão durante o sepultamento original de Poe, e exumações e re-sepultamentos também estava presente nos ritos que levaram seu corpo para repousar com Virginia e com a mãe de Virginia, Maria Clemm.

## Efeito e influência sobre Poe
A morte de Virginia teve um efeito significativo em Poe. Após sua morte, Poe ficou profundamente triste por vários meses. Um amigo disse dele: "a perda de sua esposa foi um golpe triste para ele. Ele não parecia se importar, depois que ela se foi, se ele vivia uma hora, um dia, uma semana ou um ano; ela era tudo para ele ." Um ano após a morte dela, ele escreveu a um amigo que havia experimentado o maior mal que um homem pode sofrer quando, disse ele," uma esposa, a quem eu amava como nenhum homem jamais amou antes ", adoeceu. Enquanto Virginia ainda lutava para se recuperar, Poe voltou-se para o álcool depois de se abster por algum tempo. Com que frequência e quanto ele bebeu é uma questão controversa, debatida durante a vida de Poe e também por biógrafos modernos. Poe se referiu à sua resposta emocional à doença de sua esposa como sua própria doença, e que ele encontrou a cura para ela "na morte de minha esposa. Isso eu posso suportar e faço como um homem - foi a horrível oscilação sem fim entre a esperança e o desespero que eu não poderia mais suportar sem a perda total da razão ".
Poe visitava regularmente o túmulo de Virginia. Como seu amigo Charles Chauncey Burr escreveu: "Muitas vezes, após a morte de sua amada esposa, ele foi encontrado na hora morta de uma noite de inverno, sentado ao lado de seu túmulo quase congelado na neve". Pouco depois da morte de Virginia, Poe cortejou várias outras mulheres, incluindo Nancy Richmond de Lowell, Massachusetts, Sarah Helen Whitman de Providence, Rhode Island, e a namorada de infância Sarah Elmira Royster em Richmond. Mesmo assim, Frances Sargent Osgood, a quem Poe também tentou cortejar, acreditava "que [Virginia] foi a única mulher a quem ele amou".